# Antonio II Acciaioli
Antonio II Acciaioli fue el duque de Atenas desde 1439 hasta 1445.
Era el hijo de Francesco y Margareta Malpigli y se crio en Florencia hasta 1413, cuando su tío Antonio I lo llamó junto a su hermano Nerio II a Grecia para vivir en su corte. Cuando el anciano Antonio murió en enero de 1435, dejó el ducado a Nerio bajo la regencia de su viuda María Melissena. Sin embargo, Antonio II forzó a Nerio a dejar la ciudad en enero de 1439. Antonio gobernó con energía pero brevemente y murió en 1445, para ser reemplazado por su hermano depuesto.